# Eois dione
Eois dione là một loài bướm đêm trong họ Geometridae.